# Kämpfelbach
Kämpfelbach là một thị xã thuộc huyện Enz, bang Baden-Württemberg, Đức. Nơi đây nằm cách Pforzheim 7 km.